# Todo se desmorona
Todo se desmorona (título original en inglés, Things Fall Apart) es una novela en inglés escrita por el autor nigeriano Chinua Achebe y publicada en 1958. Se ve como la arquetípica novela africana moderna en inglés, y una de las primeras novelas africanas escritas en inglés que ha recibido un aplauso global de la crítica. Es un libro básico en las escuelas de toda África y se lee y estudia ampliamente en los países de habla inglesa de todo el mundo. 
El título de la novela procede del poema de William Butler Yeats The Second Coming:

Dando vueltas y vueltas en su giro creciente
el halcón no puede oír al halconero;
todo se desmorona; el centro no resiste;
se desata en el mundo la absoluta anarquía.

La novela narra la vida de Okonkwo, el líder de una comunidad igbo, desde los acontecimientos que condujeron a su destierro de la comunidad por matar accidentalmente a un miembro del clan, a través de los siete años de su exilio, hasta su regreso, y aborda un problema particular. del África emergente: la intrusión en la década de 1890 de los misioneros blancos y el gobierno colonial en la sociedad tribal igbo. Estructurado tradicionalmente y salpicado de proverbios igbo, describe la desintegración simultánea de su protagonista Okonkwo y de su aldea. La novela fue elogiada por su tratamiento inteligente y realista de las creencias tribales y de la desintegración psicológica coincidente con el desmoronamiento social.

## Argumento
La novela relata la vida de Okonkwo, un líder y campeón local de lucha en Umuofia—uno de un grupo de nueve pueblos ficticios en Nigeria. El pueblo de Umuofia se encontraría al oeste de la ciudad real de Onitsha, en la orilla oriental del río Níger en Nigeria. Los acontecimientos de la novela se desarrollan en los años 1890. Allí vive el pueblo Igbo (arcaicamente, y en la novela, «Ibo»). La cultura representada es parecida a la del lugar natal de Achebe, en Ogidi, donde los pueblos de habla igbo viven juntos en grupos de pueblos independientes gobernados por ancianos con títulos. Se centra en la historia personal y de su familia, las costumbres y sociedad de los Igbo, y la influencia del colonialismo británico y los misioneros cristianos en la comunidad Igbo a finales del siglo XIX. Las costumbres descritas en la novela reflejan las de los Onitsha, que vivían cerca de Ogidi, y con las que Achebe estaba familiarizado.
Todo se desmorona cuenta dos historias entrelazadas, ambas centradas en Okonkwo. Okonkwo es terco y rápido para enojarse. Es un buen granjero y un guerrero. También es un proveedor para su familia. La vida de Okonkwo cambió cuando mató accidentalmente al hijo de un miembro del clan y fue sentenciado a siete años de exilio. Después, Okonkwo está en el exilio en Mbanta cuando llegan los británicos y se entera de ello por su amigo Obierika que el clan Abame está siendo destruido. Está preocupado por este evento y cree que Abame debería haber hecho un mejor trabajo luchando. Al final de la novela, los misioneros cambian la estructura de la comunidad del pueblo. Okonkwo luego es enviado a la cárcel por su reacción al acto irrespetuoso de Enoch de arrancar la máscara de un egwugwu durante una ceremonia anual para honrar a la deidad de la tierra. Esto lleva al choque climático entre los sistemas de justicia indígena y colonial. Okonkwo también mata al mensajero de los comisionados del distrito británico. El comisionado de distrito viene a buscar a Okonkwo y Obierika llevó al comisionado de distrito a ver el fatal desenlace de Okonkwo.
En los cuarenta años de la llegada de los británicos, para la época en que Achebe nació en 1930, los misioneros estaban bien establecidos. El padre de Achebe estaba entre los primeros en convertirse en Ogidi, alrededor del cambio de siglo. El propio Achebe era un huérfano criado por su abuelo. Su abuelo, lejos de oponerse a la conversión de Achebe al cristianismo, permitió que se celebrara el matrimonio cristiano de Achebe en su complejo habitacional.

## Secuelas
Todo se desmorona tuvo una secuela, Me alegraría de otra muerte (1960), escrita originariamente como la segunda parte de una obra más amplia junto con Todo se desmorona, y Flecha de Dios (1964), sobre un tema parecido. Achebe afirma que sus dos novelas posteriores, Un hombre del pueblo (1966) y Hormigueros de la sabana (1987), aunque no presentan a los descendientes de Okonkwo, son sucesores espirituales a las novelas precedentes en ser una crónica de historia africana.

## Personajes
- Okonkwo: Protagonista de la novela, es uno de los líderes de Iguedo
- Unoka: Padre de Okonkwo, conocido por ser perezoso. Okonkwo tiene muchos resentimientos hacía él.
- Ekwefi: La segunda esposa de Okonkwo que se enamora de él después de verlo en un combate de lucha libre pero no se pueden casar porque Okonkwo aún no tenía suficiente dinero. Años después, huye de su esposo para casarse con Okonkwo. Tuvo muchas dificultades para tener hijos y hijas por lo cual tiene una relación muy cercana con su única hija Enzima.
- Ojiugo: la tercera esposa de Okonkwo
- Ikemefuna: niño, originario del clan Mbaino, que fue sacrificado a Umuofia para evitar una guerra después que una mujer de Umuofia es asesinada en Mbaino. A partir de ese momento, reside durante tres años con Okonkwo y su familia.
- Nwoye: El hijo mayor de Okonkwo con su primera esposa que posteriormente se convierte en cristiano y adopta el nombre de Isaac
- Ezinma: Hija de Okonkwo y Ekwefi, tiene una relación cercana con su padre quien reitera su deseo de que Ezinma hubiera sido un niño.
- Obiageli: Hija de Okonkwo y Ojiugo
- Nkechi: Hija de  Okonkwo
- Obierika: Uno de los mejores amigos de Okonkwo, vive en Iguedo y ayuda a Okonkwo cuando es expulsado de Iguedo
- Maduka: Hijo de Obierika conocido por sus capacidades para el combate.
- Uchendu: Hermano menor de la mamá de Okonkwo quien lo recibe junto a su familia en Mbanta
- Mr Brown: primer misionero blanco que llega a Umuofia
- Mr Kiaga: misionero quien lidera la iglesia de Mbanta
- James Smith: Misionero blanco que remplaza a Mr Brown y que tiene una visión más estricta y radical de la religión